# 亨利·保羅
亨利·保羅（法語：Henri Paul，1956年7月3日—1997年8月31日）是巴黎里兹酒店的保安部副經理。1997年8月31日他駕車經過阿尔玛桥隧道時發生車禍身亡，乘客威爾斯王妃戴安娜、她的男友多迪·法耶兹也在此次事故中不幸喪身，多迪·法耶兹的保鏢成爲此次車禍中唯一的幸存者。随后进行的官方调查，英法两国警方的结论是，失事原因是亨利·保羅酒後駕車以及超速行駛。

## 背景
亨利·保羅為穆罕默德·法耶兹工作了11年。他于1974年6月獲得私人飛行駕照，据他自己說當時還駕駛飛機飛越了自己的家鄉洛里昂。1997年8月28日，在事故發生前的3天，他刚刚完成了他的年度飞行体检测试。这项测试包括了酒精浓度测试，血型测试和肝脏测试。

## 事故

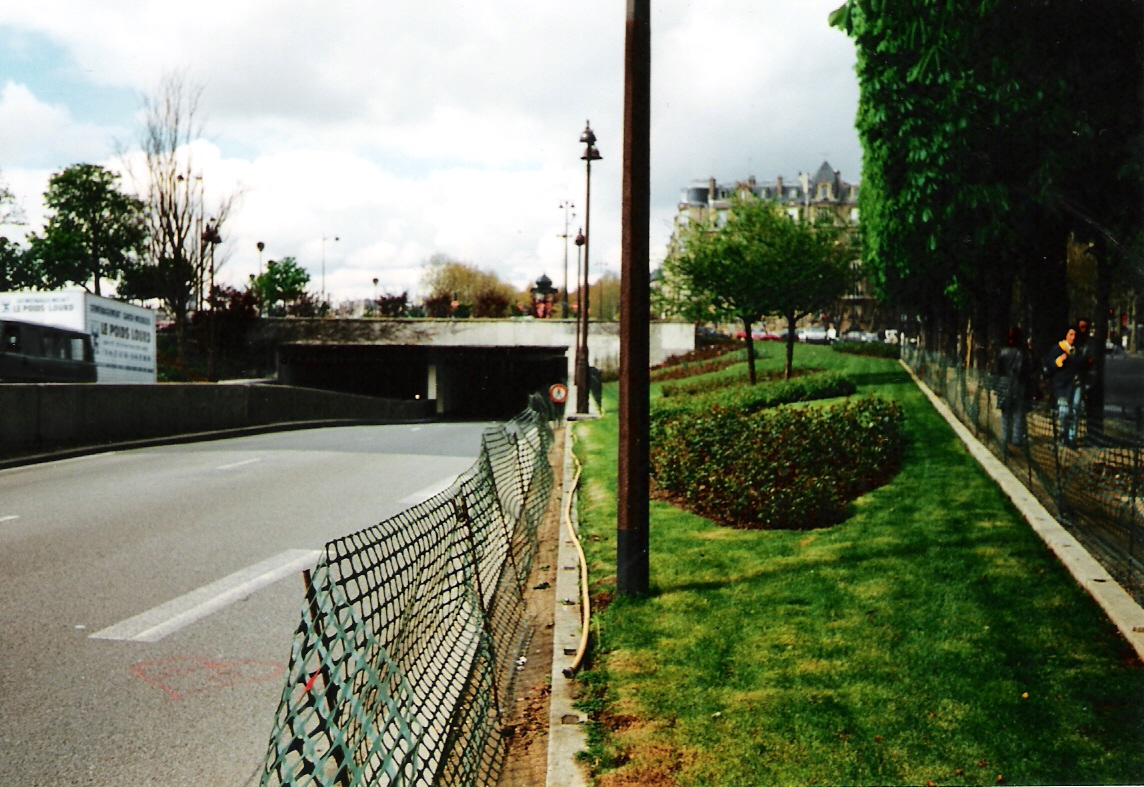
阿尔玛桥隧道的入口，车祸在此发生

1997年8月31日晚，亨利·保羅駕車以一個較快的速度嘗試擺脫狗仔隊的尾隨，当他駕駛著梅塞德斯-奔馳 W140行駛至巴黎的阿尔玛桥隧道時發生嚴重車禍。事後，他的血液接受了酒精濃度測試，達到了1.73 克/每升至1.75克/每升之間。這個數值超過了法國交通部門所規定的酒精濃度測試標準的3倍。但是這個鑑定結果的準確性與真實性遭到了亨利父母， 以及多迪·法耶兹的父親，穆罕默德·法耶兹的質疑。

## 調查與指控

### 參與國家安全服務
亨利·保羅被指控在他去世前幾年為法國或是英國的國家安全部門服務。英國的警察機構帕吉特行动小組在史蒂文爵士的帶領下對此事進行了長達3年的調查，收集了長達4章的指控報告。
直到2006年帕吉特行动小組調查的結果指出，亨利僅在巴黎里茨酒店有非常重要的客人入住時與法國國家安全部門有非常低級別的合作關係，而且他沒有從國家安全部門收到過任何關於此類合作的報酬。調查結果進一步指出這種參與國家安全服務的方式在世界各大城市的高檔酒店中非常常見。

### 私人財務
調察人員還發現在亨利死後又一筆數額巨大的資金轉向了他的私人賬戶。據稱，這筆資金屬於非法來源，可能是國家安全機構支付的酬金。包括最好的朋友克勞德·格裏斯（Claude Garrec）也被發現隨身攜帶了大量的現金12,565法國法郎（相當於1，250英鎊或2,500美元），不過這些錢也有可能用於為居住在巴黎里兹酒店富庶的客人跑腿所需的費用。酒店職員經常攜帶大量的現金為客人跑腿，因爲很多富商並不隨身攜帶現金。保羅在提供這些服務的時候也收到過很多小費。他的母親解釋說，保羅曾經一次性收到過一位來自阿拉伯世界的富商5000法郎的小費（相當於500英鎊或1,000美元）。這樣的事情在他為巴黎里茨酒店工作的十一年裏，經常發生。
帕吉特行动小組的調查結果認爲，存在保羅私人賬戶裏的錢和那些現金不可能來自任何國家安全服務部門，沒有證據顯示保羅試圖掩飾這些資金的來源。也沒有證據顯示保羅受到任何指示與計劃而引起當晚的事故。另外，保羅是一個41歲的單身男性，沒有家屬，擁有一棟房產。這也許可以解釋爲什麽當他去世時，他一共擁有1,700,000法郎（相當於170,000英鎊或340,000美元）的財產。

### 個人態度及酒精
法國的警方在詢問亨利的朋友時得到的結果是：朋友們從沒有看見亨利在社交場合喝很多酒，也沒有發生過醉酒的情況。 亨利的醫生米尼达拉梅洛（Dominique Mélo）也是他的朋友宣稱亨利喝酒和其他人一樣，不會酗酒。而且他也沒有慢性酒精中毒的臨床症狀。
亨利的醫生作證說，在亨利去世兩年前，他開始患有抑鬱症，有時會在家裏或外面喝酒。但是這位醫生相信，亨利不是一個酒精依賴者。亨利大約從1996年的6月開始服用抗抑郁药類藥物氟西汀。這類藥物會造成患者對酒精產生反感，這也是爲什麽說亨利不會酗酒的原因。梅洛醫生宣稱亨利有時會不考慮藥物的用量隨性服用，一寳空的氟西汀紙盒在亨利位于巴黎裏茨酒店的辦公室被發現。也沒有任何證據證明亨利身前服用過毒品。抗抑鬱葯的痕跡在屍檢的時候被發現，屍檢報告還指出，亨利的肝臟沒有問題，沒有任何酗酒的症狀。

### 調包的血液樣本
由於在血液樣本中發現了非常高的一氧化碳量，這個血液樣本被懷疑與一位自殺者的樣本調包。
帕吉特行动小組將亨利母親的DNA于該樣本的DNA進行比對后，結果兩DNA之間的相似度達到99.9997%。較高的一氧化碳含量可能是因爲當時密閉的車廂内正在抽雪茄，導致血液樣本中一氧化碳的濃度增高。

### 菲亞特烏諾
有證據顯示，當晚亨利駕駛的奔馳汽車被一輛菲亞特烏諾撞擊后折斷，這輛神秘的汽車在奔馳車上留下了油漆刮痕，並且有散落的塑料碎片遺留在道路上。儘管法國警方盡力搜索，也沒有找到這輛汽車。穆罕默德·法耶兹則聲稱這輛菲亞特烏諾屬於一名叫让·保羅·安德森（Jean-Paul 'James' Andanson）的法國攝影記者。他曾于當年夏天早些時候，以狗仔隊的身份拍攝戴安娜王妃以及多迪·法耶兹。安德森宣稱汽車在夜間發生了事故后，與1997年11月將汽車轉賣。2000年5月，位于法國南部森林的一輛燒毀的寳馬汽車中發現了安德森的屍體。 官方的調查結果是自殺，並宣稱沒有綫索證明安德森為特工組服務。

## 電視節目以及歌曲
- 亨利·保羅出現在2007年所拍攝的紀錄片《戴安娜：王妃的最後一天（英语：Diana: Last Days of a Princess）》中。

- 歌曲《亨利在開車》是龐克樂團東菲爾德根據這場車禍所製作的一首歌曲。

- 電視劇《王冠》第六季重現了黛安娜之死，亨利·保羅也是其中一角。

## 連結
- Download: Lord Stevens' 832-page Operation Paget Report Into The Deaths of Diana, Princess of Wales, Dodi Al Fayed & Henri Paul. Chapter 4 of the report is devoted to Henri Paul 14 December 2006
- Unknown secrets about Henri Paul
- Qui était Henri Paul ?
- Funeral for Diana's driver （页面存档备份，存于）
- The life and poignant death of Diana's driver Archive.today的存檔，存档日期2011-06-04

Template:Diana, Princess of Wales